# Щипачёв, Степан Петрович
Степа́н Петро́вич Щипачёв (26 декабря 1898 (7 января 1899), д. Щипачи, Камышловский уезд, Пермская губерния, Российская империя — 1 января 1980, Москва) — русский советский поэт и прозаик, редактор, педагог. Лауреат двух Сталинских премий (1949, 1951). Член РКП(б) с 1919 года.

## Биография
Родился в деревне Щипачи в многодетной семье крестьянина бедняка. В 1913—1917 годах работал приказчиком в лавке купцов Лагуткиных в городе Камышлов, где продавал книги. В мае 1917 призван в армию, служил в Вятской губернии. По развалу царской армии весной 1918 вернулся домой. В середине лета того же года мобилизован к колчаковцам, призван годным к нестроевой. Тем не менее весной 1919 послан на фронт. В середине апреля 1919 сумел перебежать к красным, попав в дивизию Чапаева. В 1919—1921 годах служил в РККА. 

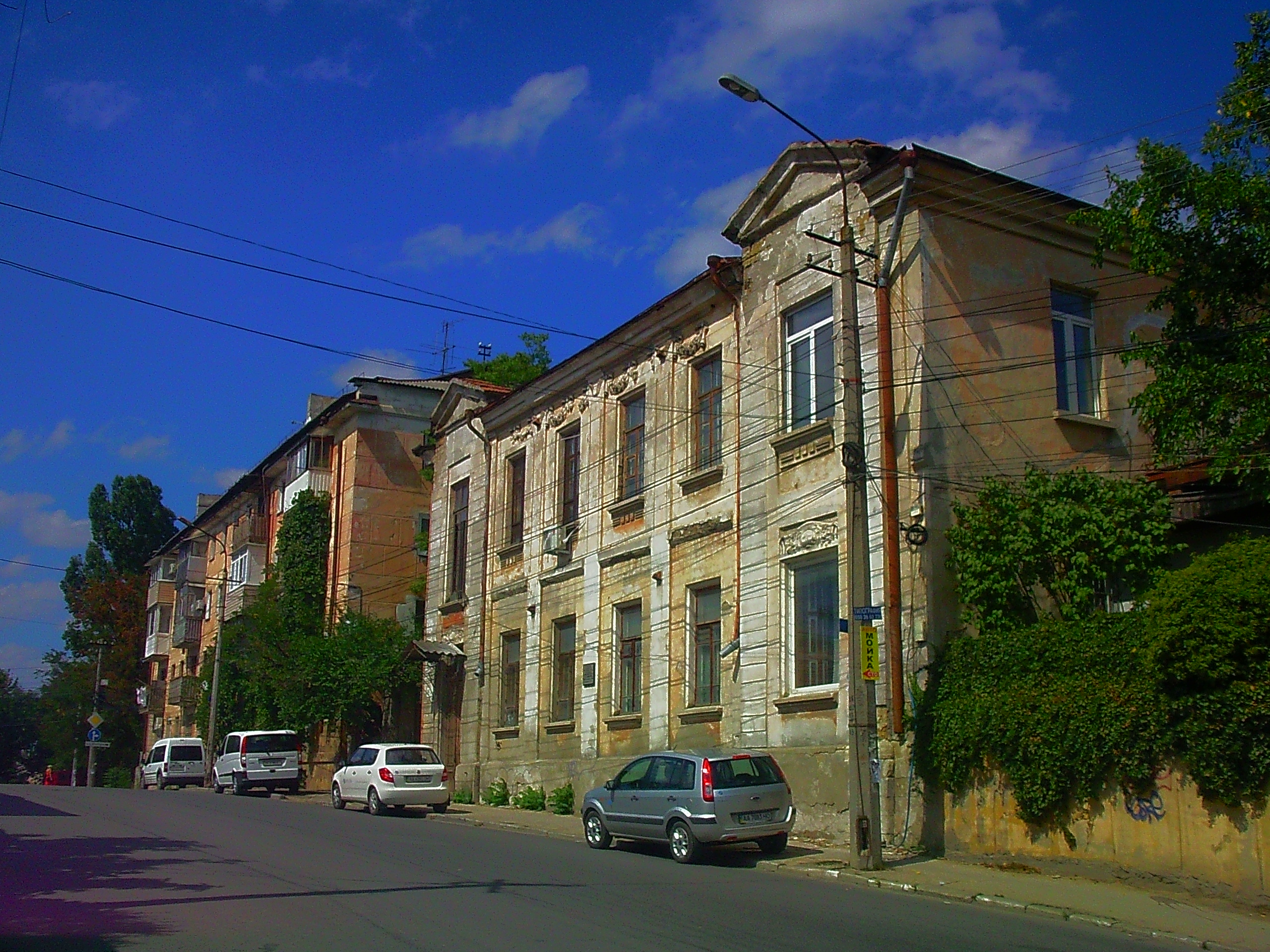
Симферополь. Дом командно-преподавательского состава школы, улица Гоголя, 45, с мемориальной доской поэта С. П. Щипачёва

В 1921 году Степан Петрович Щипачёв – учитель обществоведения, переведённый из Севастополя в Симферополь, преподавал в Крымской кавалерийской школе имени ЦИК Крымской АССР, одновременно учился в Симферопольском педагогическом институте, полученные знания использовал при обучении курсантов. В Симферополе состоялось и его становление как поэта, чему способствовало общение с Максимилианом Волошиным, работавшим непродолжительное время в школе, где он читал лекции, вёл культурно-просветительскую работу. Для проживания командно-преподавательского состава отвели дом на улице Гоголя, 45, который сохранился до наших дней. На стене дома установлена металлическая доска чеканной работы с изображением С. П. Щипачёва, сообщающая о проживании поэта в этом здании с декабря 1922 по октябрь 1925 года.
В 1922—1931 годах был преподавателем в военных учебных заведениях, редактором журнала «Красноармеец» (1929—1931). Один из основателей ЛОКАФ в 1930. В 1931—1934 годах был слушателем Института красной профессуры, окончил литературное отделение Института. В 1937—1941 годах поэт снова на редакционной работе.

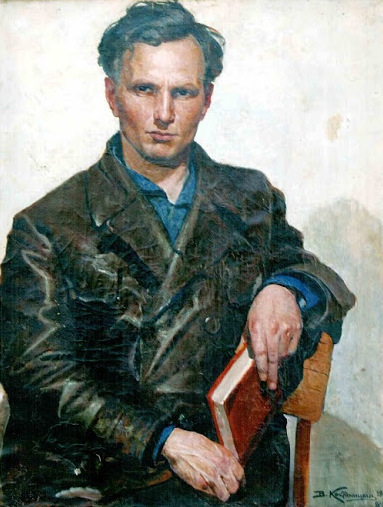
«Портрет красноармейского поэта т. Щипачёва». худ. В. Н. Костяницын, 1933 год

В 1960 году активно выступал против запрета на выезд за границу Е. А. Евтушенко. Подписал Письмо группы советских писателей в редакцию газеты «Правда» 31 августа 1973 года о Солженицыне и Сахарове. Также известен как автор погромной статьи в «Литературной газете» против Солженицына, озаглавленной «Конец литературного власовца»: 

…Сколько чёрных слов находит он, чтобы принизить, оболгать нашу страну, являющуюся светом, надеждой человечества, чтобы забросать грязью её славу, её идеал.— «Литературная газета», 20.02.1974 г.
Литературной деятельностью занимался с 1919 года. Опубликовал свыше 120 сборников своих произведений. Много стихов опубликовано в периодической печати. Писал стихи о любви, о природе, однако наиболее известен гражданской лирикой.
Член правления СП СССР, председатель секции поэтов. Неоднократно бывал за границей представителем советской писательской общественности.
Жил в Москве: в 1937—1948 на Ленинградском проспекте, д. 28 (мем. доска (1982), архитектор А.Г. Кобрин); в начале 50-х — на улице Горького, д. 27/29; с середины 50-х и до конца жизни — в Лаврушинском переулке, д. 17 .
Умер 1 января 1980 года.

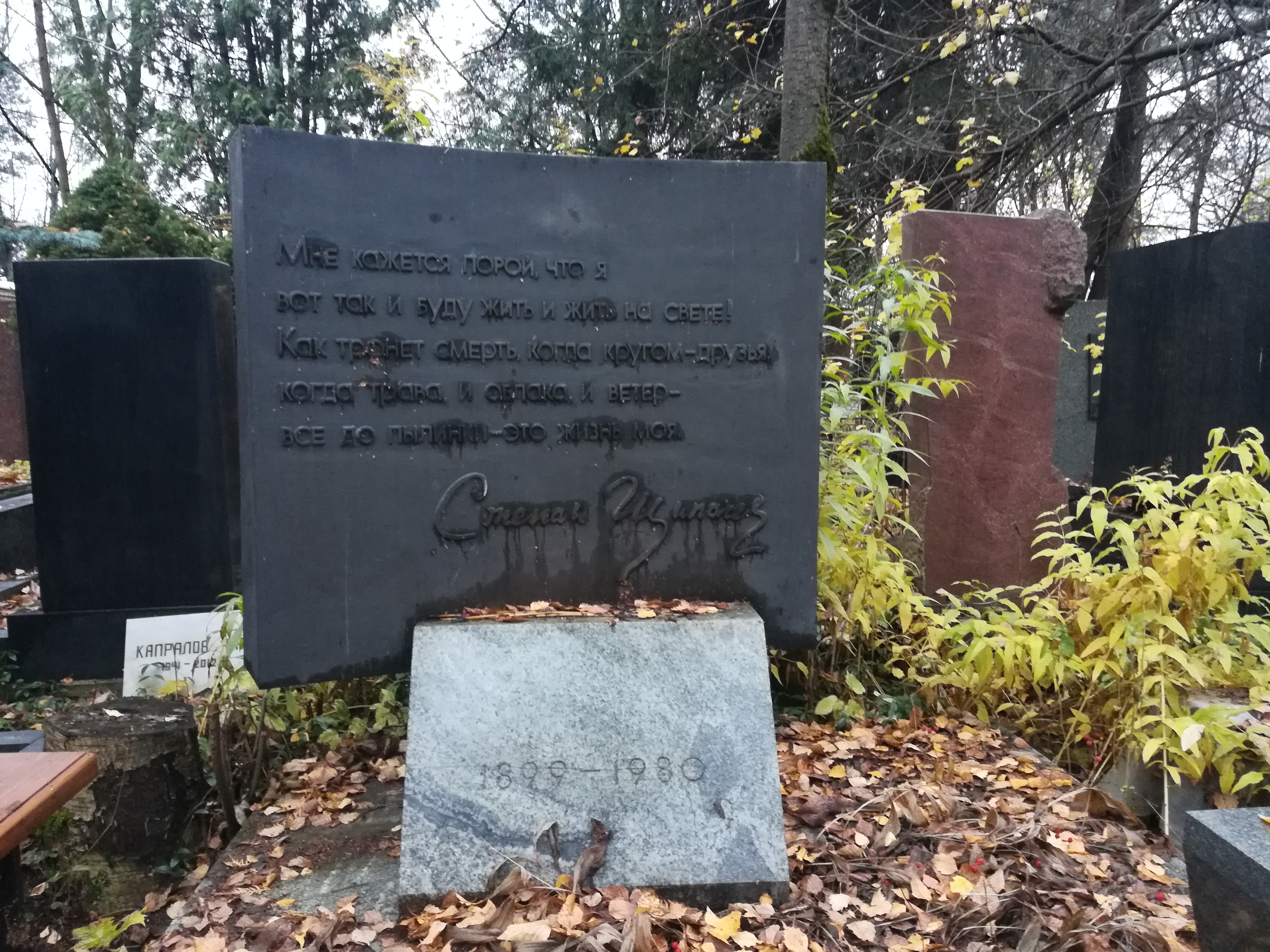
Могила Щипачёва на Кунцевском кладбище

Похоронен на Кунцевском кладбище в Москве.
В юности он приноравливался к поэтике «Кузницы» с её космическим гиперболизмом, более поздняя его лирика отличается скорее уходом от громогласной декламации и пустой патетики. И хотя тематически его поэзия не выходит за рамки обычного воспевания коммунизма, отечества и счастливого будущего, вся эта программа связывается в ней с мотивами природы и любви, позднее — также старения. Особенно в поздние сталинские времена Щипачёв выделялся на общем фоне благодаря этим первоначальным лирическим элементам в своей поэзии. Большей частью его стихи ограничены развитием одной какой-нибудь простой мысли, его сентенции звучат несколько банально. Короткие стихи Щипачёва снискали большее признание, чем его поэмы: благодаря их лаконичности меньше ощущается недостаточная музыкальность поэта и скупой запас слов.

## Семья
Первая жена — Зинаида Яковлевна Курдюмова.
- Сын: Ливий — (4 августа 1926 — 21 января 2001). В детстве сыграл роль Тимура в знаменитых советских фильмах «Тимур и его команда» и «Клятва Тимура»[5]. После художественной школы для особо одарённых детей окончил Институт им. Сурикова. Член Союза Художников. Его работы находятся в картинных галереях многих городов России, в том числе в Третьяковской галерее, а также в зарубежных собраниях[6][7][8].

Вторая жена — литературный критик Елена Викторовна Златова (1906—1968), бывшая жена литературоведа Л.В. Цырлина. В годы войны вместе с сыном Виктором находилась в эвакуации в Чистополе, работала в местном интернате.
- Сын: Виктор (6 апреля 1932 г.р.), кандидат технических наук. Живёт в США[11]. Его бывшая супруга Фаня — приёмная внучка Ильи Эренбурга. 
  -     - Внучка — Ирина[12].

Третья жена — Валентина Николаевна Щипачёва (1918—2005), хранительница памяти поэта.

## Память
19 августа 1994 года в городе Богданович открылся литературный музей Степана Щипачёва, посвященный жизни и творчеству поэта.
В селе Волковском центральная улица названа именем Степана Щипачёва.

## Сочинения
- Собрание сочинений в трех томах. М., 1976-1977
- Избранные произведения в двух томах. М., 1970
- Избранные произведения в двух томах. М., 1965

Сборники стихов
- «По курганам веков», 1923
- «Одна шестая», 1931
- «Война войне» М., 1931
- «Наперекор границам» М., 1932
- «Лирика» М.: Издательство ЦК ВКП(б) "Правда", 1940. 48 с.

«Фронтовые стихи», 1942
- «Строки любви », 1945
- «Славен труд», 1947
- Сборник «Стихотворения», 1948
- «Лирика» М., 1949
- «В добрый путь» М., 1961
- «Ладонь», 1964
- «Красные листья» М., 1967
- «Товарищам по жизни», 1972
- «Синева России», 1976
- «У горизонта», 1982

Поэмы
- «Встреча на Бермамыте». М., 1937
- «Домик в Шушенском», 1944 (о В. И. Ленине)
- «Павлик Морозов», 1950
- «Наследник» М., 1966
- «Звездочет» М., 1968
- «Сцена — шар земной», 1967
- «Песнь о Москве» (Памяти Елены Викторовны Златовой), 1968
- «12 месяцев вокруг Солнца», 1969
- «Из переделкинского дневника», 1969-1970
- «Высокое небо», 1972
- «Несмолкшая тишина», 1973
- «У книжных полок», 1975

Повесть
- «Берёзовый сок», 1956

## Награды и звания
- Сталинская премия второй степени (1949) — за сборник стихотворений (1948)[14]
- Сталинская премия первой степени (1951) — за поэму «Павлик Морозов» (1950)
- орден Ленина (28.10.1967)
- 2 ордена Трудового Красного Знамени (26.01.1959; 05.01.1979)
- орден Дружбы народов (23.01.1974)
- 2 ордена Красной Звезды (24.07.1942; 23.09.1945)
- медали

## Творческое наследие
Одно из известных стихотворений Щипачёва — «Пионерский галстук»:

Как повяжешь галстук,

Береги его:

Он ведь с красным знаменем

Цвета одного.

А под этим знаменем

В бой идут бойцы,

За отчизну бьются

Братья и отцы.
Как повяжешь галстук,

Ты — светлей лицом…

На скольких ребятах

Он пробит свинцом!..

Пионерский галстук —

Нет его родней!

Он от юной крови

Стал ещё красней.
Как повяжешь галстук,

Береги его:

Он ведь с красным знаменем

Цвета одного.

Фраза «Любовь — не вздохи на скамейке и не прогулки при луне» из стихотворения «Любовью дорожить умейте» (1939) стала в советское время крылатой.